# Ilnur Tufikovich Alshin
Bản mẫu:Eastern Slavic name
Ilnur Tufikovich Alshin (tiếng Nga: Ильнур Туфикович Альшин; sinh ngày 31 tháng 8 năm 1993) là một cầu thủ bóng đá người Nga hiện tại thi đấu cho F.K. Tosno.

## Sự nghiệp câu lạc bộ
Anh thi đấu tại Chung kết Cúp bóng đá Nga 2017-18 cho FC Avangard Kursk vào ngày 9 tháng 5 năm 2018 tại Volgograd Arena trước 2-1 đội bóng vô địch, câu lạc bộ chủ quản F.K. Tosno.